# Dschida (Burjatien)
Dschida (russisch Джида́; burjatisch Зэдэ, Sede oder Dsede) ist eine Siedlung städtischen Typs in der Republik Burjatien (Russland) mit 5393 Einwohnern (Stand 14. Oktober 2010).

## Geographie
Der Ort liegt etwa 160 km Luftlinie südwestlich der Republikhauptstadt Ulan-Ude in der Ebene südlich des gut 1200 m hohen Borgoiski-Kammes. Er befindet sich etwa 3 km von linken Ufer des Flusses Dschida, knapp 10 km oberhalb von dessen Mündung in die Selenga und gut 30 km nördlich der Grenze zur Mongolei.
Dschida gehört zum Rajon Dschidinski und ist von dessen Verwaltungssitz Petropawlowka etwa 60 km in östlicher Richtung entfernt. Es ist Sitz und einzige Ortschaft der Stadtgemeinde Possjolok Dschida.

## Geschichte
Der Ort entstand um die nach dem Fluss benannte Bahnstation Dschida nach Eröffnung der Strecke von Ulan-Ude zur mongolischen Grenze bei Nauschki und weiter in die mongolische Hauptstadt Ulaanbaatar 1940. Ab Ende der 1960er-Jahre wurde Dschida im Zusammenhang mit der Errichtung eines großen Militärflugplatzes westlich des Ortes erheblich ausgebaut. 1973 erhielt es den Status einer Siedlung städtischen Typs.

### Bevölkerungsentwicklung
| Jahr | Einwohner |
| ---- | --------- |
| 1979 | 4501      |
| 1989 | 5109      |
| 2002 | 5004      |
| 2010 | 5393      |

Anmerkung: Volkszählungsdaten

## Verkehr
Dschida liegt an der Transmongolischen Eisenbahn, die in Ulan-Ude von der Transsibirischen Eisenbahn abzweigt und über Nauschki nach Ulaanbaatar und weiter nach Peking führt, bei Streckenkilometer 5852 ab Moskau. Straßenverbindung besteht zur 35 km westlich vorbeiführenden Regionalstraße R440, die von der Fernstraße A165 Ulan-Ude – Kjachta südlich Gussinoosjorsk nach Sakamensk verläuft.
Der Militärflugplatz wurde 2010 geschlossen und die dort stationierten Einheiten auf den Stützpunkt Schagol bei Tscheljabinsk verlegt.